# Mill Plain (Washington)
Mill Plain az Amerikai Egyesült Államok északnyugati részén, Washington állam Clark megyéjében elhelyezkedő önkormányzat nélküli és egykori statisztikai település. A 2000. évi népszámláláskor 7400 lakosa volt.
Mill Plain postahivatala 1876 és 1878 között működött.